# Otto Laporte
Otto Laporte (* 23. Juli 1902 in Mainz; † 28. März 1971 in Ann Arbor, Michigan, USA) war ein Physiker und Strömungsmechaniker.
Laporte studierte zuerst ab 1920 an der Frankfurter Universität, zu seinen Professoren gehörte dort unter anderem Max Born. Born empfahl Laporte an Arnold Sommerfeld, bei dem er 1924 in München promovierte. In der Arbeitsgruppe von Sommerfeld arbeitete Laporte auch mit Werner Heisenberg, Gregor Wentzel, Karl Herzfeld, Paul Peter Ewald und Wolfgang Pauli.
1924 zog Laporte als einer der ersten Rockefeller Fellows in die USA, wo er bis 1926 am National Bureau of Standards war. 1935 nahm Laporte die US-Staatsbürgerschaft an. 1928 war er an der Universität Kyōto als Dozent und im selben Jahr am Institut für Physikalische und Chemische Forschung in Tokio.  An der University of Michigan wurde er 1926 Dozent (Instructor), 1927 Assistant Professor, 1935 Associate Professor und 1945 Professor. Seit 1925 war er Fellow der American Physical Society.
Laporte hatte langjährige Japan-Erfahrung (so war er nochmals 1933 und 1937 Dozent in Tokio, an der Kaiserlichen Universität) und deshalb 1954 bis 1956 und 1961 bis 1963 Scientific Attaché an der US-Botschaft in Tokio. 1949/50 war er Geheimdienstanalytiker für die US-Armee in deren europäischem Hauptquartier.
Ab 1944 widmete sich Laporte einem anderen Gebiet, der Strömungsmechanik.
Laporte starb 1971 an rapide fortschreitendem Krebs, so dass er postum als gewähltes Mitglied der National Academy of Sciences aufgenommen wurde.
Seit 1972 werden jährlich Otto-Laporte-Gedächtnisvorlesungen gehalten. Von 1972 bis 2003 verlieh die American Physical Society jährlich den Otto-Laporte-Preis.